# Kanton Illiers-Combray
Der Kanton Illiers-Combray ist seit 1790 ein französischer Wahlkreis in den Arrondissements Chartres, Châteaudun und Nogent-le-Rotrou im Département Eure-et-Loir, Region Centre-Val de Loire. Hauptort (chef-lieu) des Kantons ist Illiers-Combray. Vertreter im conseil général des Départements ist seit 2004 Jean-François Manceau.

## Gemeinden
Der Kanton besteht aus 40 Gemeinden mit insgesamt 26.911 Einwohnern (Stand: 1. Januar 2022) auf einer Gesamtfläche von 525,20 km²: 
| Gemeinde                   | Einwohner 1. Januar 2022 | Fläche km² | Dichte Einw./km² | Code INSEE | Postleitzahl | Arrondissement   |
| -------------------------- | ------------------------ | ---------- | ---------------- | ---------- | ------------ | ---------------- |
| Bailleau-le-Pin            | 1.645                    | 16,54      | 99               | 28021      | 28120        | Chartres         |
| Billancelles               | 314                      | 11,95      | 26               | 28040      | 28190        | Chartres         |
| Blandainville              | 282                      | 13,68      | 21               | 28041      | 28120        | Chartres         |
| Cernay                     | 83                       | 7,89       | 11               | 28067      | 28120        | Chartres         |
| Charonville                | 298                      | 9,66       | 31               | 28081      | 28120        | Chartres         |
| Chauffours                 | 290                      | 7,5        | 39               | 28095      | 28120        | Chartres         |
| Chuisnes                   | 1.123                    | 22,98      | 49               | 28099      | 28190        | Chartres         |
| Courville-sur-Eure         | 2.802                    | 11,13      | 252              | 28116      | 28190        | Chartres         |
| Dangers                    | 433                      | 7,39       | 59               | 28128      | 28190        | Chartres         |
| Épeautrolles               | 169                      | 9,31       | 18               | 28139      | 28120        | Chartres         |
| Ermenonville-la-Grande     | 315                      | 12,07      | 26               | 28141      | 28120        | Chartres         |
| Ermenonville-la-Petite     | 189                      | 5,12       | 37               | 28142      | 28120        | Chartres         |
| Fontaine-la-Guyon          | 1.675                    | 14,59      | 115              | 28154      | 28190        | Chartres         |
| Friaize                    | 261                      | 10,53      | 25               | 28166      | 28240        | Nogent-le-Rotrou |
| Fruncé                     | 378                      | 16,97      | 22               | 28167      | 28190        | Chartres         |
| Illiers-Combray            | 3.228                    | 33,6       | 96               | 28196      | 28120        | Chartres         |
| Landelles                  | 631                      | 10,35      | 61               | 28203      | 28190        | Chartres         |
| Le Favril                  | 365                      | 23,8       | 15               | 28148      | 28190        | Chartres         |
| Le Thieulin                | 427                      | 11,71      | 36               | 28385      | 28240        | Nogent-le-Rotrou |
| Les Châtelliers-Notre-Dame | 149                      | 10,87      | 14               | 28091      | 28120        | Chartres         |
| Luplanté                   | 387                      | 16,65      | 23               | 28222      | 28360        | Chartres         |
| Magny                      | 652                      | 13,03      | 50               | 28225      | 28120        | Chartres         |
| Marchéville                | 506                      | 12,38      | 41               | 28234      | 28120        | Chartres         |
| Méréglise                  | 106                      | 4,41       | 24               | 28242      | 28120        | Chartres         |
| Meslay-le-Grenet           | 376                      | 8,94       | 42               | 28245      | 28120        | Chartres         |
| Mittainvilliers-Vérigny    | 800                      | 24,76      | 32               | 28254      | 28170        | Chartres         |
| Nogent-sur-Eure            | 502                      | 9,22       | 54               | 28281      | 28120        | Chartres         |
| Ollé                       | 626                      | 13,12      | 48               | 28286      | 28120        | Chartres         |
| Orrouer                    | 282                      | 13,25      | 21               | 28290      | 28190        | Chartres         |
| Pontgouin                  | 1.117                    | 25,16      | 44               | 28302      | 28190        | Chartres         |
| Saint-Arnoult-des-Bois     | 895                      | 20,67      | 43               | 28324      | 28190        | Chartres         |
| Saint-Avit-les-Guespières  | 347                      | 12,64      | 27               | 28326      | 28120        | Châteaudun       |
| Saint-Denis-des-Puits      | 150                      | 13,53      | 11               | 28333      | 28240        | Chartres         |
| Saint-Éman                 | 94                       | 4,6        | 20               | 28336      | 28120        | Chartres         |
| Saint-Georges-sur-Eure     | 2.728                    | 15,43      | 177              | 28337      | 28190        | Chartres         |
| Saint-Germain-le-Gaillard  | 372                      | 8,13       | 46               | 28339      | 28190        | Chartres         |
| Saint-Luperce              | 994                      | 14,35      | 69               | 28350      | 28190        | Chartres         |
| Sandarville                | 419                      | 9,51       | 44               | 28365      | 28120        | Chartres         |
| Vieuvicq                   | 445                      | 15,62      | 28               | 28409      | 28120        | Châteaudun       |
| Villebon                   | 56                       | 2,16       | 26               | 28414      | 28190        | Chartres         |
| Kanton Illiers-Combray     | 26.911                   | 525,20     | 51               | 2811       | –            | –                |

Bis zur landesweiten Neuordnung der französischen Kantone im März 2015 gehörten zum Kanton Illiers-Combray die 20 Gemeinden Bailleau-le-Pin, Blandainville, Cernay, Charonville, Chauffours, Épeautrolles, Ermenonville-la-Grande, Ermenonville-la-Petite, Illiers-Combray, La Bourdinière-Saint-Loup, Les Châtelliers-Notre-Dame, Luplanté, Magny, Marchéville, Méréglise, Meslay-le-Grenet, Nogent-sur-Eure, Ollé, Saint-Éman und Sandarville. Sein Zuschnitt entsprach einer Fläche von 238,27 km2. Er besaß vor 2015 einen anderen INSEE-Code als heute, nämlich 2815.

## Veränderungen im Gemeindebestand seit der landesweiten Neuordnung der Kantone
2016: Fusion Mittainvilliers und Vérigny → Mittainvilliers-Vérigny